# Psilanthus bengalensis
Psilanthus bengalensis là một loài thực vật có hoa trong họ Thiến thảo. Loài này được (Roxb. ex Schult.) J.-F.Leroy miêu tả khoa học đầu tiên năm 1981.